# 大川市立大川小学校
大川市立大川小学校（おおかわしりつ おおかわしょうがっこう）は、福岡県大川市向島にある市立の小学校。

## 概要
歴史
1873年（明治6年）創立の小学校3校（小保・啓迪・存誠）が1892年（明治25年）に統合し、「大川尋常小学校」となった。1899年（明治32年）には3校に分離したが、1924年（大正13年）に再統合し「大川尋常高等小学校」となった。現校名になったのは、大川市が発足した1954年（昭和29年）。2023年（令和5年）には創立150周年を迎えた。
学校教育目標
「志をもち、自ら学び、心豊かに、たくましく生きる子どもの育成」
校章
校名の「大」と「川」の文字を図案化して3つ組み合わせて三角形にしたものを背景にして、中央に「學」の文字を配している。
校歌
通学区域
大川市行政区名による「向島町、若津町、榎津町、東町、榎津中央町、小保東町、小保西町、小保団地町」。中学校区は大川市立大川桐英中学校。

## 沿革
- 1873年（明治6年）
  - 4月5日 - 「小保小学校」が小保町に創立。
  - 4月29日 - 「啓迪[2]小学校」が若津上町の民家に創立（後の「若津小学校」）。
  - 5月8日 - 「存誠[3]小学校」が榎津町の覚了寺に創立（後の「榎津小学校」）。
- 1876年（明治9年） - 存誠小学校、榎津東町（現・大川税務署南側）に校舎を新築。
- 1886年（明治19年） - 小学校令が施行される。
  - 若津小学校に尋常科と簡易科を設置し、向島に簡易科の教場を設置。
  - 榎津小学校も、同じように設置し、酒見に簡易科の教場、小保に分教場を設置。
- 1887年（明治20年）4月 - 榎津東町（現・ヴィラベルディ）に町村組合立榎津高等小学校を創立。

統合
- 1892年（明治25年）4月 - 榎津・若津の両小学校が統合の上、「大川尋常小学校」(4年制）となる。

分散
- 1899年（明治32年）4月 - 大川尋常小学校が以下の3校に分散・独立。
  - 「分立若津尋常小学校」（現・三柱神社北側）
  - 「向島尋常小学校」
  - 「榎津尋常小学校」
- 1907年（明治40年）4月 - 榎津尋常小学校が新築移転。
  - 移転場所は後に三潴高等女学校→大川高等学校→福岡県立大川樟風高等学校→国際医療福祉大学となる。
- 1908年（明治41年）4月 - 改正小学校令により、尋常科（義務教育）が4年制から6年制に改められる。
- 1910年（明治43年）2月 - 若津尋常小学校、「教授訓育の成績が特に優秀」として文部大臣賞受賞。
- 1918年（大正7年）4月 - 学校組合の解散により、町村組合立榎津高等小学校が廃止される。このため、榎津小に高等科が併置され、「榎津尋常高等小学校」となる。
- 1919年（大正8年）3月 - 分立尋常小学校と向島尋常小学校が合併の上、「若津尋常小学校」となる。向島に分校を設置。
- 1922年（大正11年） - 若津尋常小学校、現住所に校舎の一部が完成。
- 1923年（大正12年） - 講堂を中心とし、左側に若津尋常小学校、右側に榎津尋常高等小学校の児童を収容の上、2校併置となる。

再統合
- 1924年（大正13年）4月 - 若津尋常小学校と榎津尋常高等小学校を合併の上、「大川尋常高等小学校」（尋常科6年・高等科2年）となる。児童数1,892名、職員数35名。大川商工学校と大川家政女学校が併置される。
- 1941年（昭和16年）4月1日 - 国民学校令の施行により、「大川国民学校」（初等科6年・高等科2年）と改称。尋常科を初等科に改める。
- 1947年（昭和22年）4月1日 - 学制改革が行われる。
  - 国民学校の初等科が、新制小学校「大川町立大川小学校」に改組・改称。
  - 国民学校の高等科は、青年学校普通科とともに、新制中学校「大川町立大川中学校」に改組・改称。当初、小学校に併設される。
- 1953年（昭和28年）6月 - 筑後川大洪水により、校舎一階まで浸水する。
- 1954年（昭和29年）4月1日 - 市町村合併により、「大川市立大川小学校」（現校名）と改称。火災により校舎の一部を焼失。
- 1955年（昭和30年）3月 - 木造新校舎（第2棟）が竣工。
- 1956年（昭和31年）3月 - 木造新校舎（第5棟）が竣工。
- 1959年（昭和34年）1月 - 大川小の生徒数増加のため、宮前分教場を設置。
- 1960年（昭和35年）4月1日 - 宮前分教場が分離の上、大川市立宮前小学校として独立。
- 1962年（昭和37年） - 木造校舎（第3棟）が竣工。
- 1963年（昭和38年） - 木造校舎（第4棟）が竣工。
- 1965年（昭和40年）9月 - 25メートル二面のプールが竣工。
- 1966年（昭和41年）3月 - 鉄筋新校舎（第I棟）が竣工。
- 1988年（昭和43年）3月 - 新体育館完成。
- 1989年（平成元年）3月 - 鉄筋コンクリート新校舎（管理棟）が竣工。
- 1990年（平成2年）3月 - 鉄筋コンクリート新校舎（教室棟）が竣工。
- 1991年（平成3年）
  - 3月 - 鉄筋コンクリート新校舎（第2棟・給食室）が竣工。
  - 9月 - 台風被害により、体育館が使用不能となる。
  - 12月 - 屋外アスレチック、飼育小屋等の整備工事が完了。
- 1992年（平成4年）2月 - 新校舎が落成。
- 2013年（平成25年）- 管理棟校舎屋上に太陽光ソーラーパネルを設置。
- 2020年（令和2年）4月 - 大川市立中学校2校（大川・大川南）の統合で、敷地内に大川市立大川桐英中学校が開校。小学校3年生以上の外国語活動・外国語科等において中学校からの乗り入れ授業などの連携・協力を行い、小中一貫型教育を推進。
- 2024年（令和6年）4月 - 大川市立小学校で2学期制が導入される[4]。

## 著名な出身者
- 古賀正紘 - サッカー選手
- 岡幸二郎 - ミュージカル俳優

## 交通
最寄りの鉄道駅
- 西日本鉄道 西鉄天神大牟田線 「蒲池駅」（柳川市）

最寄りのバス停留所
- 西鉄バス 「福田病院向島口」停留所 下車徒歩約5分。
  - 佐賀駅⇒大川橋⇒福田病院向島口<<<<大川樟風高校前<<<<高木病院前<<<<国際医療福祉大学前<<<<新茶屋<<<<(省略)<<<<西鉄柳川駅

最寄りの幹線道路
- 国道208号
- 福岡県道716号水田大川線

## 周辺

### 明治橋交差点
- 大川コミュニティーセンター
- 福岡県立大川樟風高等学校
- 大川市立大川桐英中学校
- 福田病院
- 大川郵便局
- にしてつストア明治橋店
- 大川信用金庫若津支店
- 明治橋交番
- セブンイレブン
- 花宗川

## 参考資料
- 「大川市誌」（1977年（昭和52年）12月21日発行, 大川市）p.1279～ 教育・文化